# Élasticité de substitution intertemporelle
L'élasticité de substitution intertemporelle (souvent abrégé EIS) mesure la sensibilité du taux de croissance de la consommation aux variations du taux d'intérêt réel. Il existe deux effets sur la consommation de la variation du taux d'intérêt réel. Un effet de revenu car on peut augmenter la consommation d'aujourd'hui en maintenant la consommation future et un effet de substitution puisque le prix de consommer aujourd'hui augmente (il serait plus intéressant d'épargner). L'effet total est caractérisé par l'EIS.

## Fonction isoélastique
Pour isoler cet effet en temps discret, on emploie communément une fonction isoélastique (en) aussi appelée fonction CRRA (constant relative risk-aversion). Soit l'utilité {\displaystyle u(c)}, une fonction CRRA de la consommation :
{\displaystyle u(c)={\begin{cases}{\frac {c^{1-\sigma }-1}{1-\sigma }}&{\text{si }}\sigma \neq 1\\log(c)&{\text{si }}\sigma =1\end{cases}}}
Soit la fonction d'utilité actuelle escomptée {\displaystyle U}, le facteur d'escompte {\displaystyle \beta } prenant en compte l'impatience de l'agent d'attendre la prochaine période :
{\displaystyle U=\sum _{s=0}^{\infty }\beta ^{s}u(c_{t+s})}
Pour maximiser son utilité intertemporelle, l'agent doit satisfaire la condition :
{\displaystyle u'(c_{t})=\beta u'(c_{t+1})(1+r)\quad \forall t}
C'est-à-dire que son utilité marginale au temps {\displaystyle t} est égale à son utilité marginale au temps {\displaystyle t+1} une fois que cette dernière est escomptée du facteur {\displaystyle \beta } et actualisé au taux d'intérêt {\displaystyle r}.
{\displaystyle \Leftrightarrow 1=\beta {\frac {u'(c_{t+1})}{u'(c_{t})}}(1+r)}
{\displaystyle u'(c_{t})={\frac {(1-\sigma )c_{t}^{-\sigma }}{1-\sigma }}=c_{t}^{-\sigma }}
{\displaystyle \Rightarrow 1=\beta {\frac {c_{t+1}}{c_{t}}}(1+r)}
Par approximation de Hicks (raisonnable en supposant {\displaystyle 0<r<1}) :
{\displaystyle 0=r+\beta -\sigma \Delta \ln {c_{t+1}}\Leftrightarrow \Delta \ln {c_{t+1}}={\frac {r+\beta }{\sigma }}}
{\displaystyle \Rightarrow {\frac {\partial \Delta \ln {c_{t+1}}}{\partial r}}={\frac {1}{\sigma }}}
Ainsi, l'EIS est dans ce cas définie par {\displaystyle {\frac {1}{\sigma }}}. Si {\displaystyle {\frac {1}{\sigma }}>1}, alors l'effet de substitution domine, inversement, si {\displaystyle {\frac {1}{\sigma }}<1}, l'effet de revenu est dominant.